# Jolka
Jolka (in ucraino Йолка?), pseudonimo di Jelyzaveta Val'demarivna Ivanciv (in ucraino Єлизавета Вальдемарівна Іванців?; Užhorod, 2 luglio 1982), è una cantante e attrice ucraina.

## Biografia
Nata a Užhorod in una famiglia ebrea da genitori musicisti, si è fatta notare dal produttore discografico Vladislav Valov, che ha permesso all'artista di firmare un contratto discografico con l'etichetta 100pro. Attraverso quest'ultima è stato pubblicato il primo album in studio Gorod obmana, il cui successo le ha permesso di essere candidata nella categoria Miglior progetto hip hop nell'ambito dell'MTV Russia Music Award.
Sono seguiti i dischi Teni e Ėtot velikolepnyj mir, messi in commercio rispettivamente nel 2006 e nel 2008.
Ha ottenuto il suo primo album numero uno nella classifica russa grazie a Točki rasstavleny, uscito tre anni dopo. L'album ha prodotto la hit radiofonica Provans, che è risultata la 2ª canzone più riprodotta nelle radio russe nel corso del 2011. Medesima sorte è toccata a Greju sčast'e, che con 1 032 489 passaggi radiofonici è risultato il singolo di maggior successo del 2016 nella Federazione Russa.
Nel corso della sua carriera ha vinto diversi riconoscimenti, tra cui due premi Viktorija.

## Discografia

### Album in studio
- 2005 – Gorod obmana
- 2006 – Teni
- 2008 – Ėtot velikolepnyj mir
- 2011 – Točki rasstavleny
- 2015 – #Neby
- 2020 – Past Perfect
- 2021 – Bez obid

### Album dal vivo
- 2016 – #2

### EP
- 2016 – Zvëzdy, zvëzdy (con i Megapolis)

### Raccolte
- 2008 – Remixes
- 2008 – Duėty
- 2008 – The Best Hits
- 2014 – Nenastojaščaja ljubov'

### Singoli
- 2013 – Leti, Liza
- 2014 – Vsë zavisit ot nas
- 2014 – Narisuj mne nebo
- 2015 – Morevnutri
- 2015 – Ofisnyj rabotnik
- 2015 – Tvoi slova
- 2015 – Greju sčast'e
- 2016 – Navsegda
- 2016 – Bud' so mnoj rjadom (con Banev!)
- 2016 – S ljubimymi ne rasstavajtes' (con Il'ja Lagutenko)
- 2017 – Vpusti muzyku
- 2017 – A ja tebja net
- 2017 – Mir otkryvaetsja
- 2018 – Na kolenke
- 2018 – Načinaetsja s tebja (con Burito)
- 2018 – Vot ėto da!
- 2018 – Domoj (New)
- 2018 – Delaj ljubov' (con Zvonkij e Rem Digga)
- 2018 – Gde ty
- 2019 – Šokoladka #2
- 2019 – Skučaju
- 2019 – Ostajus'
- 2019 – Na maljutke-planete
- 2019 – Spasibo za vsë, nam (con Mari Krajmbreri)
- 2020 – Mne legko
- 2020 – Iz okon
- 2020 – Ne nagovarivaj (con gli RSAC)
- 2020 – Vremena ne vybrat' (con Zvonkij)
- 2020 – Novogodinij vajb (con Mari Krajmbreri)
- 2020 – Vsë proizojdët
- 2021 – Devočka (con Jav')
- 2021 – Ne brošu na polputi
- 2021 – Vydochni
- 2021 – Jabloko (con Aëva)
- 2021 – Nečego terjat'
- 2021 – Kosmos
- 2021 – Moja zvezda
- 2021 – Novyj god
- 2022 – Oberegu li tebja
- 2022 – Zanovo

### Collaborazioni
- 2019 – V každom iz nas (Artem Pyvovarov feat. Jolka)

## Filmografia

### Cinema
- Džentl'meny, udači!, regia di Aleksandr Baranov (2012)
- Vot ėto ljubov'!, regia di Stanislav Nazirov (2013)
- Podarok s charakterom, regia di Karen Oganesjan (2014)
- Pro ljubov', regia di Anna Melikjan (2015)

### Televisione
- SašaTanja – serie TV, episodio 1x05 (2013)
- Schvatka – serie TV, 4 episodi (2014)

### Doppiaggio
- Krasnaja Šapka in Cappuccetto Rosso e gli insoliti sospetti (versione russa)